# Prefectura Autònoma Tujia i Miao d'Enshi
La Prefectura Autònoma Tujia i Miao d'Enshi (en xinès: 恩施土家族苗族自治州; pinyin: Ēnshī Tǔjiāzú Miáozú Zìzhìzhōu) és a la part muntanyosa de l'extrem sud-oest de la província de Hubei, República popular de la Xina. Forma un enclavament al sud-oest de Hubei en forma de llengua amb Hunan al sud i el municipi de Chongqing a l'oest i nord-oest. El riu Iang-tsé creua la prefectura per l'extrem nord-est al xian de Badong.

## Divisions administratives
Hi ha dues ciutats-xian:
- Enshi (恩施市), la capital de la prefectura
- Lichuan (利川市)

Hi ha sis xians:
- Xian de Xianfeng (咸丰县)
- Xian de Laifeng (来凤县)
- Xian de Badong (巴东县)
- Xian de Jianshi (建始县)
- Xian de Hefeng (鹤峰县)
- Xian de Xuan'en (宣恩县)

| Map |
| --- |
| Enshi · (city) Lichuan · (city) xian de · Xianfeng xian de · Laifeng xian de · Badong xian de · Jianshi xian de · Hefeng xian de · Xuan'en |

## Història

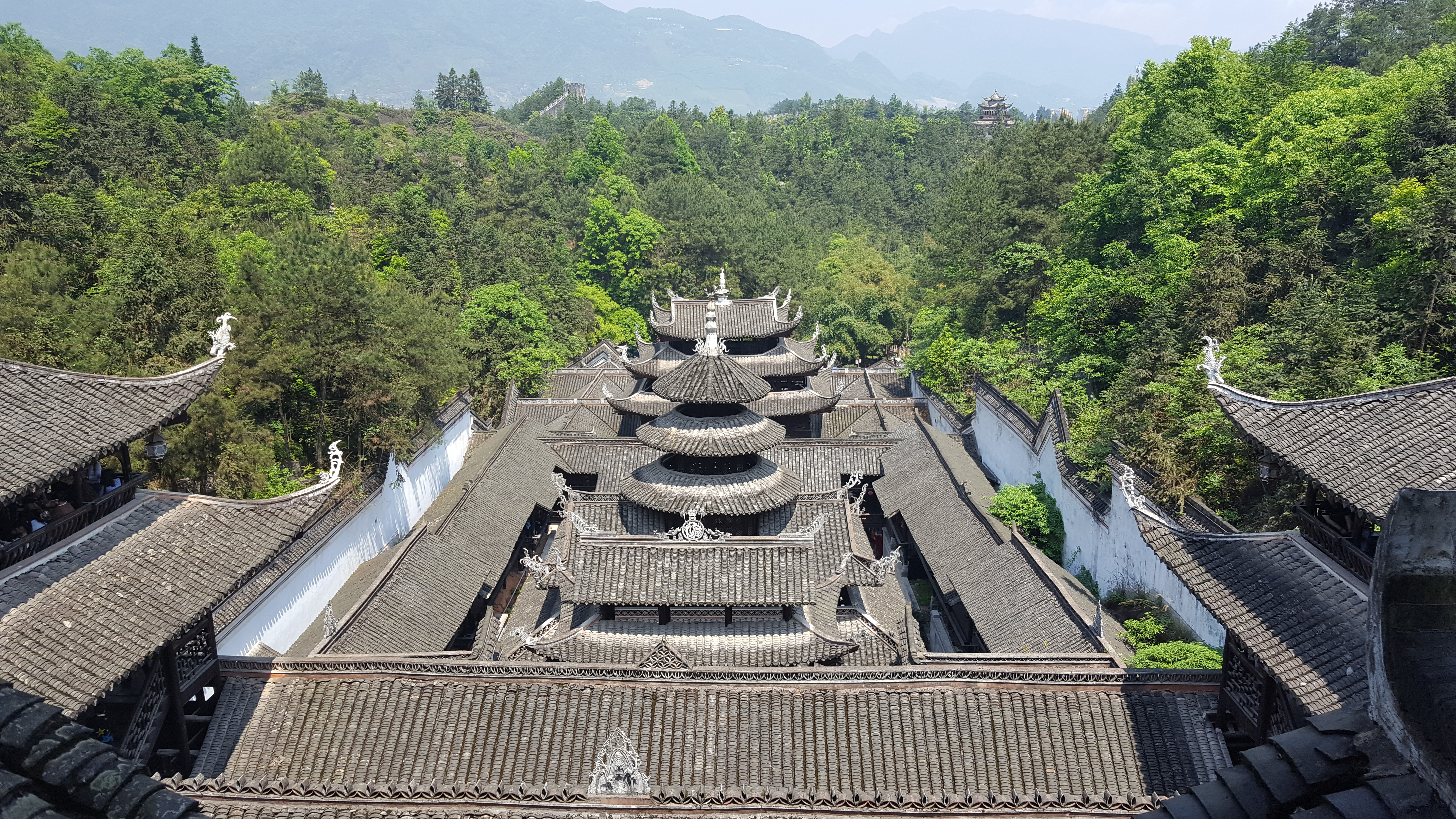
Vista aèria de la Ciutat Imperial de Tusi, a Enshi.

### Imperial
A l'època de la República de la Xina el govern de la província de Hubei va ser traslladat a Enshi durant la guerra sinojaponesa de 1937-45.

## Geografia

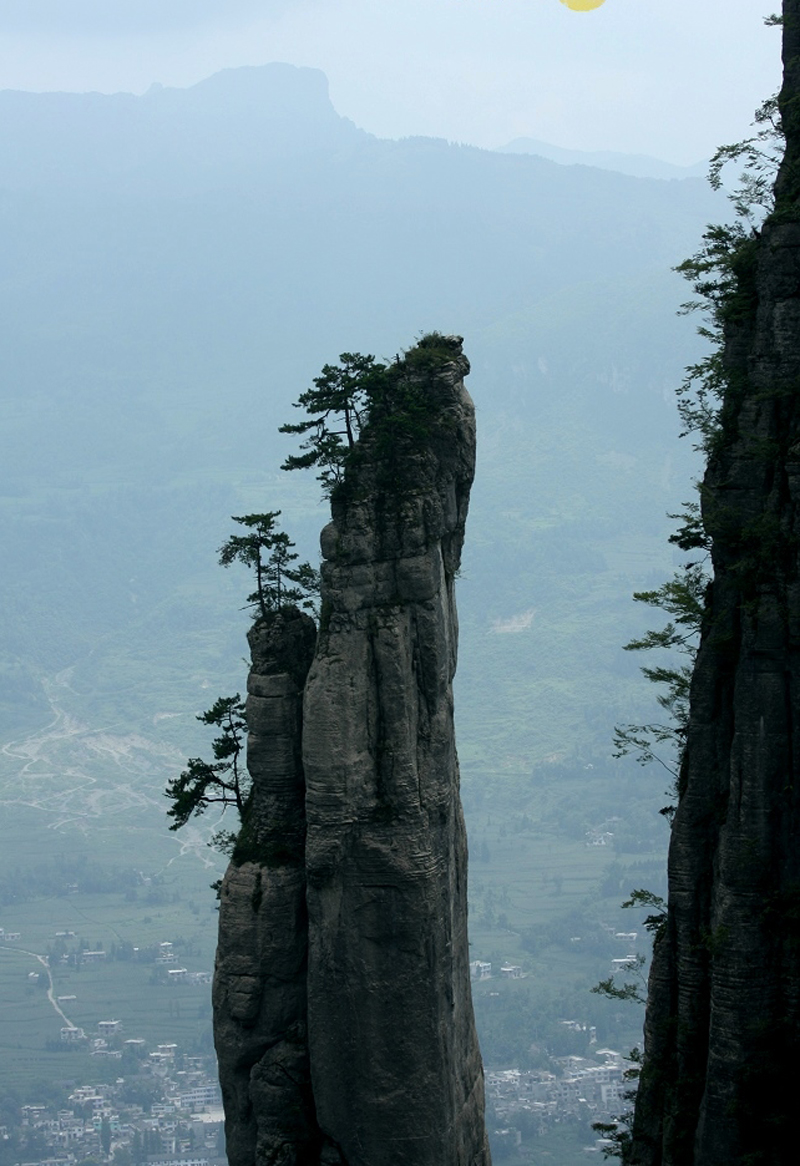
El Gran Canyó d'Enshi

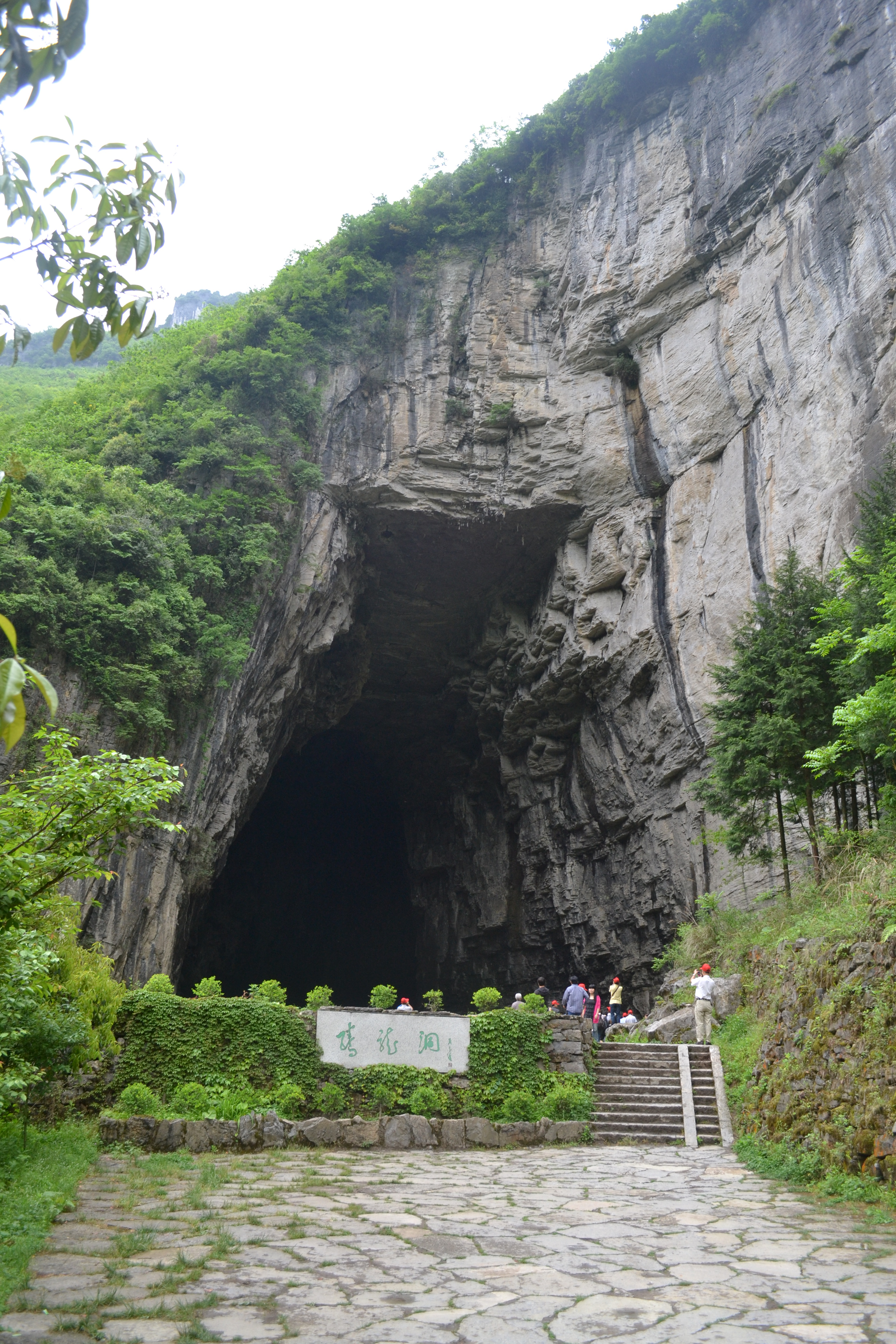
Cova Tenglong, la cova més gran d'Àsia

La prefectura d'Enshi es troba a l'extrem oest de la província de Hubei, un cinturó muntanyós que separa la plana de Jianghan de Hubei de la conca de Sichuan.
A la regió hi ha fenòmens càrstics. El més famós és potser la Cova de Tenglong, prop de la ciutat-xian de Lichuan. També cal destacar l'avenc càrstic de 290 metres de profunditat, situat a prop del municipi de Luoquanyan (锣 圈 岩村) al xian de Xuan'en, que posseeix un ecosistema propi.
El Gran Canyó d'Enshi (恩施 大 峡谷) és també una zona paisatgística molt coneguda.

### Clima
Enshi té un clima subtropical humit amb influència monsònica (segons la classificació de Köppen), amb hiverns curts i frescos, estius càlids i humits i humitat alta durant tot l'any. La temperatura mitjana mensual oscil·la entre 5 °C al gener fins a 27,7 °C a l'agost, i la mitjana anual és de 16 C. Més de dos terços de la precipitació anual de 1.470 mm es produeix de maig a setembre. Amb un percentatge mensual d'insolació que oscil·la entre el 12% de gener i el 50% d'agost, la capital de la prefectura només rep 1.212 hores de sol brillant a l'any; l'hivern està especialment ennuvolat mentre que de juliol a setembre és l'època més assolellada de l'any.
| Paràmetres climàtics mitjans de Enshi (1971−2000)    | Paràmetres climàtics mitjans de Enshi (1971−2000) | Paràmetres climàtics mitjans de Enshi (1971−2000) | Paràmetres climàtics mitjans de Enshi (1971−2000) | Paràmetres climàtics mitjans de Enshi (1971−2000) | Paràmetres climàtics mitjans de Enshi (1971−2000) | Paràmetres climàtics mitjans de Enshi (1971−2000) | Paràmetres climàtics mitjans de Enshi (1971−2000) | Paràmetres climàtics mitjans de Enshi (1971−2000) | Paràmetres climàtics mitjans de Enshi (1971−2000) | Paràmetres climàtics mitjans de Enshi (1971−2000) | Paràmetres climàtics mitjans de Enshi (1971−2000) | Paràmetres climàtics mitjans de Enshi (1971−2000) | Paràmetres climàtics mitjans de Enshi (1971−2000) |
| Mes                                                  | Gen.                                              | Feb.                                              | Mar.                                              | Abr.                                              | Mai.                                              | Jun.                                              | Jul.                                              | Ago.                                              | Set.                                              | Oct.                                              | Nov.                                              | Des.                                              | Anual                                             |
| ---------------------------------------------------- | ------------------------------------------------- | ------------------------------------------------- | ------------------------------------------------- | ------------------------------------------------- | ------------------------------------------------- | ------------------------------------------------- | ------------------------------------------------- | ------------------------------------------------- | ------------------------------------------------- | ------------------------------------------------- | ------------------------------------------------- | ------------------------------------------------- | ------------------------------------------------- |
| Temperatura diària màxima °C (°F)                    | 8,3 (46,9)                                        | 10,3 (50,5)                                       | 14,9 (58,8)                                       | 21,6 (70,9)                                       | 25,9 (78,6)                                       | 28,8 (83,8)                                       | 31,6 (88,9)                                       | 32,5 (90,5)                                       | 27,3 (81,1)                                       | 21,6 (70,9)                                       | 15,9 (60,6)                                       | 10,4 (50,7)                                       | 20,8 (69,4)                                       |
| Temperatura diària mínima °C (°F)                    | 2,6 (36,7)                                        | 4,0 (39,2)                                        | 7,5 (45,5)                                        | 12,6 (54,7)                                       | 16,8 (62,2)                                       | 20,2 (68,4)                                       | 22,8 (73)                                         | 22,6 (72,7)                                       | 18,8 (65,8)                                       | 13,9 (57)                                         | 9,0 (48,2)                                        | 4,3 (39,7)                                        | 12,9 (55,2)                                       |
| Precipitació total mm (polzades)                     | 29,0 (1,1)                                        | 34,2 (1,3)                                        | 61,1 (2,4)                                        | 127,5 (5)                                         | 186,2 (7,3)                                       | 237,1 (9,3)                                       | 257,5 (10,1)                                      | 162,0 (6,4)                                       | 163,3 (6,4)                                       | 119,0 (4,7)                                       | 64,3 (2,5)                                        | 29,2 (1,1)                                        | 1.470,4 (57,9)                                    |
| Font: China Meteorological Administration 2010-10-10 |                                                   |                                                   |                                                   |                                                   |                                                   |                                                   |                                                   |                                                   |                                                   |                                                   |                                                   |                                                   |                                                   |

## Demografia
La superfície total és de 24.000 km², i té una població de 3.800.000 d'habitants. El 52,6% de la població pertany a les ètnies Tujia i Miao. Enshi és l'única prefectura autònoma de la província de Hubei.
Enshi és l'única part de Hubei que s'ha inclòs en el programa d'exploració occidental del govern xinès i, està prevista una inversió de 50 mil milions de RMB per al seu desenvolupament.

## Transport

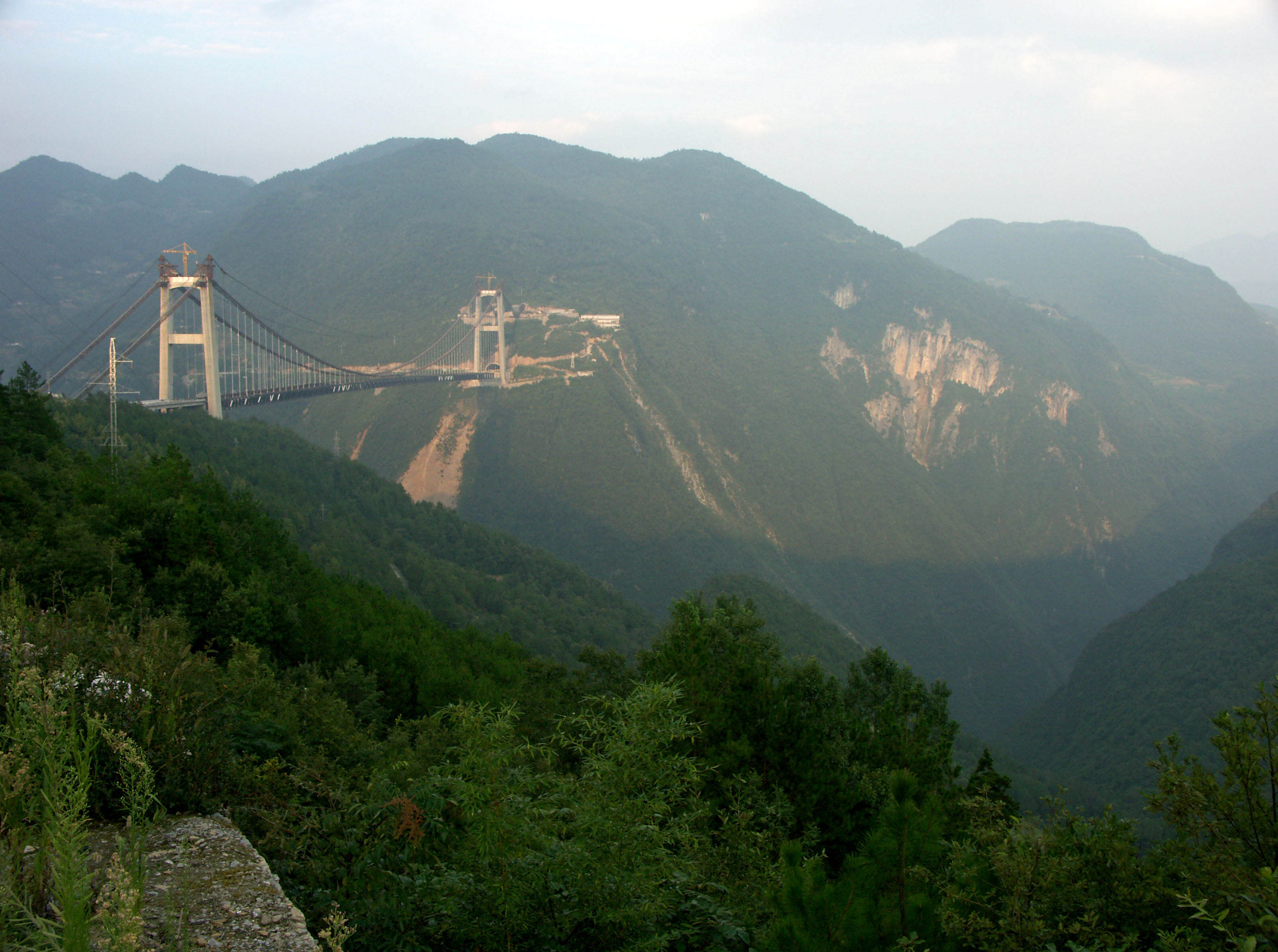
El pont del riu Sidu, al sud del xian de Badong, el pont més alt del món

El riu Iang-tse només travessa una petita part del territori de la prefectura, però Badong, al nord-est de la prefectura, té un port del riu Iang-tse.
El riu Qing a la part central de la prefectura, amb una sèrie d'embassaments en cascada, també és una via de transport fluvial important.
A causa del terreny muntanyós, fins fa poc la prefectura no tenia ferrocarrils i la qualitat de les carreteres deixava bastant a desitjar.

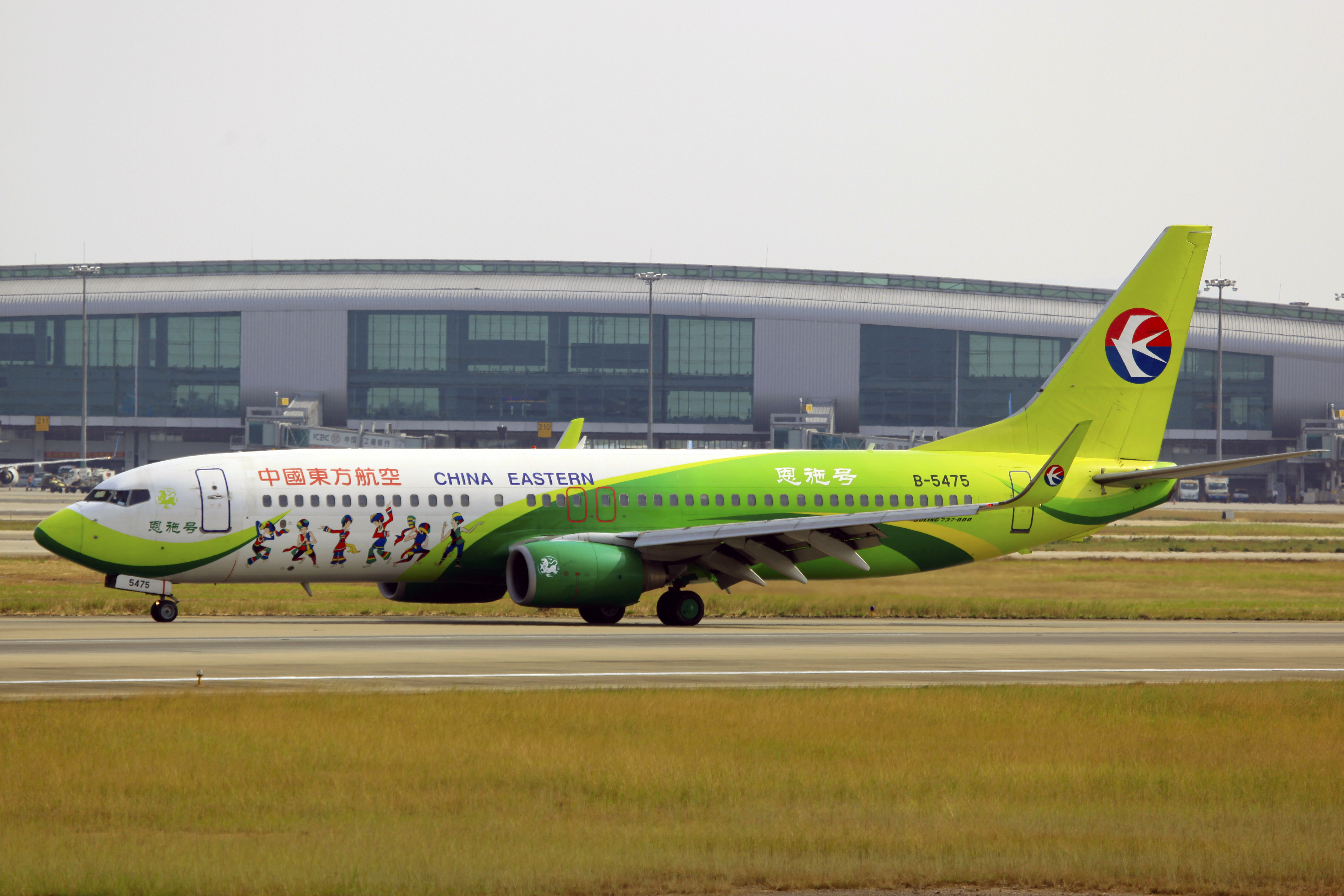
Un avió de China Eastern Airlines amb un transport especial per a la promoció del turisme a la prefectura

El ferrocarril de Yichang-Wanzhou, finalitzat el desembre de 2010, creua la prefectura d'est a oest, proporcionant una connexió més directa entre Hubei i Sichuan que no hi havia abans. A més, el ferrocarril de Chongqing-Lichuan connecta la prefectura amb la gran ciutat de Chongqing des de l'estació de Lichuan per la línia de Yiwan. Una línia de via única connecta Enshi amb Beijing i Wuhan, així com moltes ciutats addicionals. El trajecte entre Pequín i Enshi és d'aproximadament 24 hores.
Està en construcció la carretera G42 Xangai-Chengdu, que travessa el mateix corredor de Yichang-Wanzhou. El pont del riu Sidu d'aquesta carretera ha esdevingut el pont més alt del món.
L'únic aeroport d'Enshi és l'aeroport de Xujiaping.

## Economia
El sòl d'Enshi és ric en seleni. Enshi és coneguda com la "capital del seleni de la Xina" i és l'únic dipòsit independent de seleni del món. La plaça Selenium de la ciutat porta el nom d'aquest element rar.
El medi presenta una gran varietat de flora i fauna, incloent moltes herbes xineses. Gran part del paisatge de muntanya està cobert de bosc verge i acull pangolins.
Els habitants d'Enshi estan especialment orgullosos dels seus cultius de patates i consideren que els cultius de patata i te són especialitats agrícoles de la regió.
A la prefectura d'Enshi hi ha recursos hidroelèctrics importants. Entre les principals preses hidroelèctriques ja completades, o en construcció, dins de la prefectura hi ha:
- Presa de Shuibuya, al riu Qing al xian de Badong — de terraplenament de roca amb cara de formigó més alta del món.
- Presa de Jiangpinghe, al riu Loushui, a prop del poble de Jiangpingh, ciutat de Zouma, xian de Hefeng.
- Presa de Dongping, al municipi de Wanjia (万 家乡) del xian de Xuan'en

## Galeria

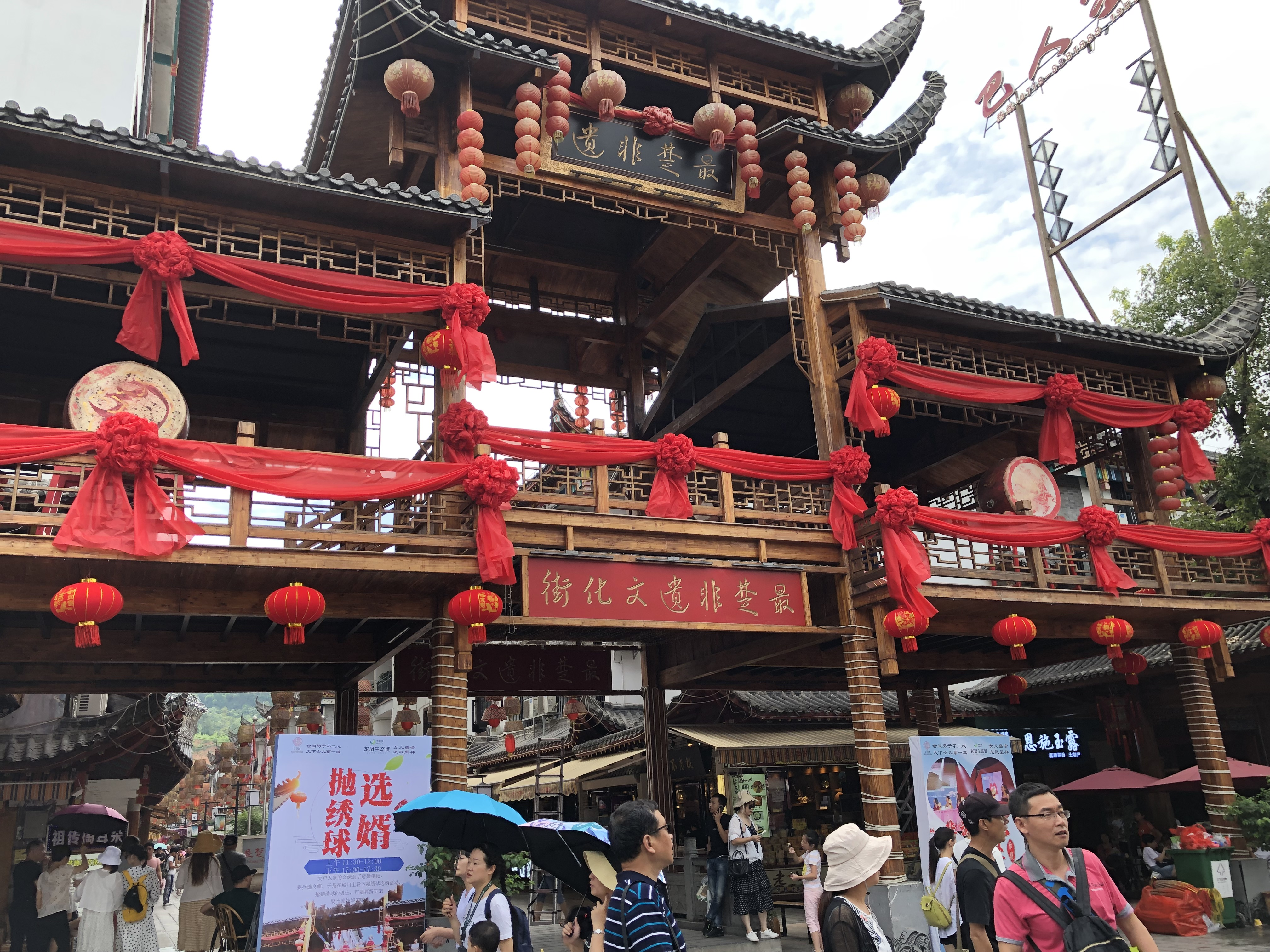
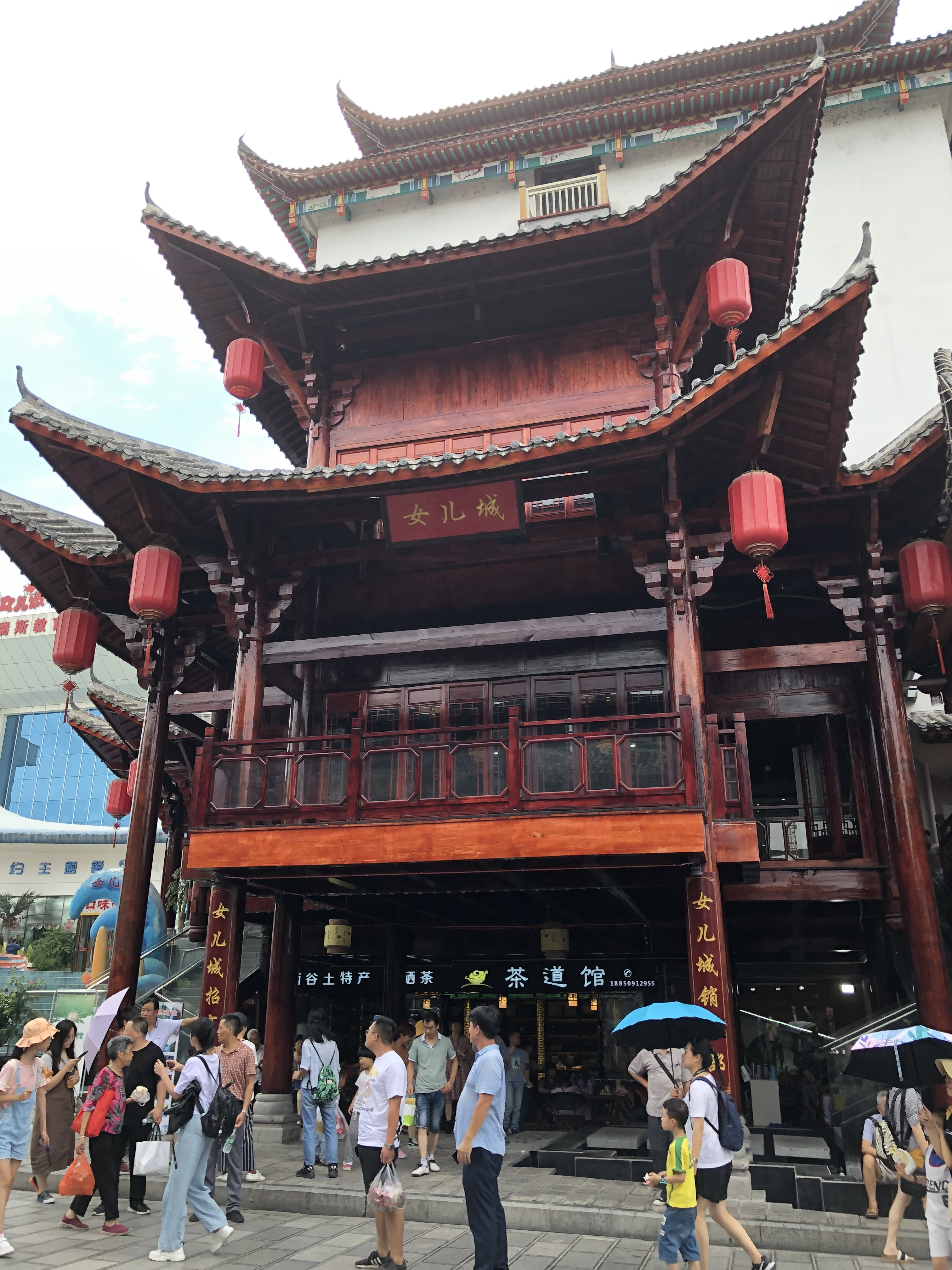
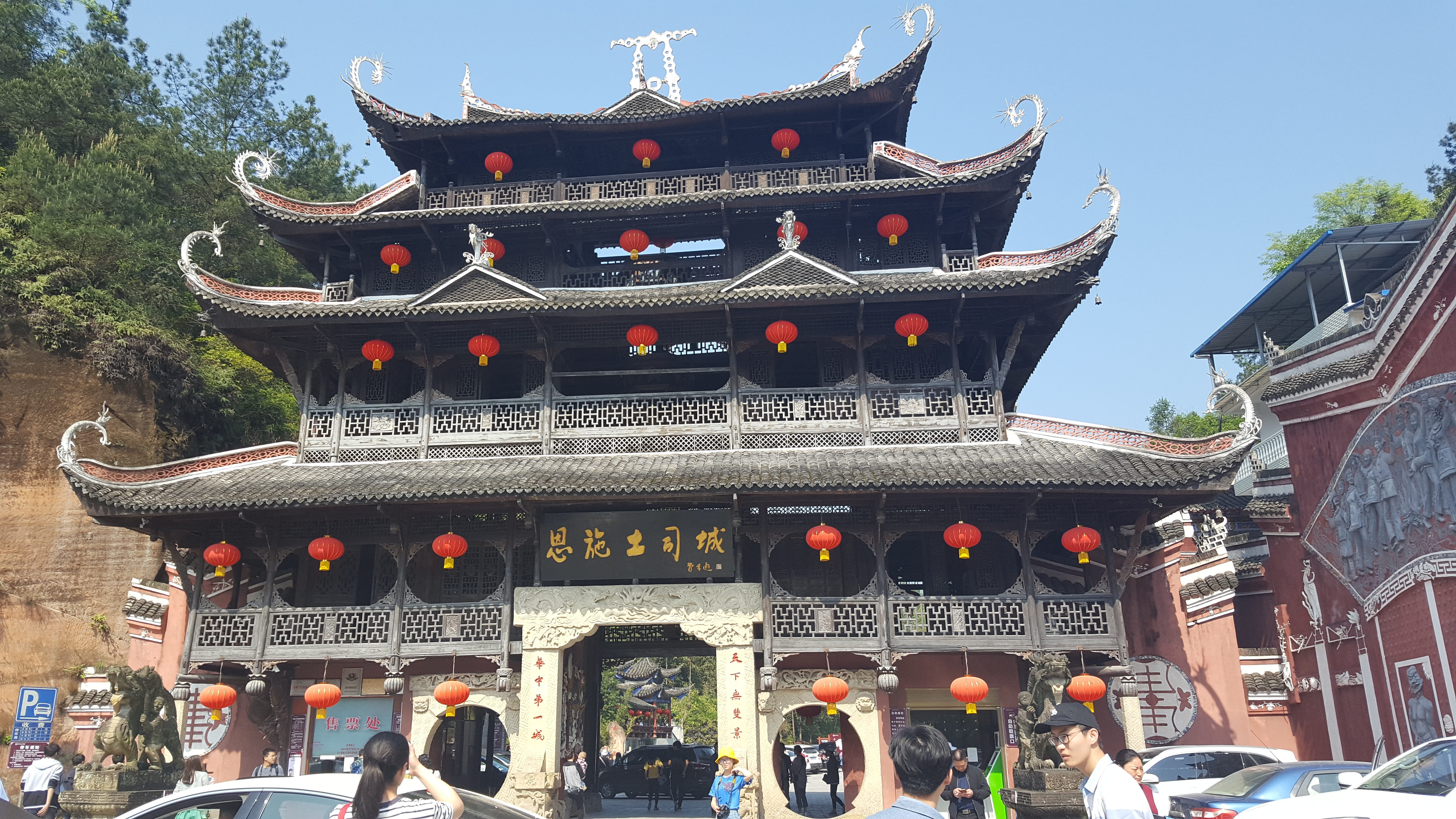
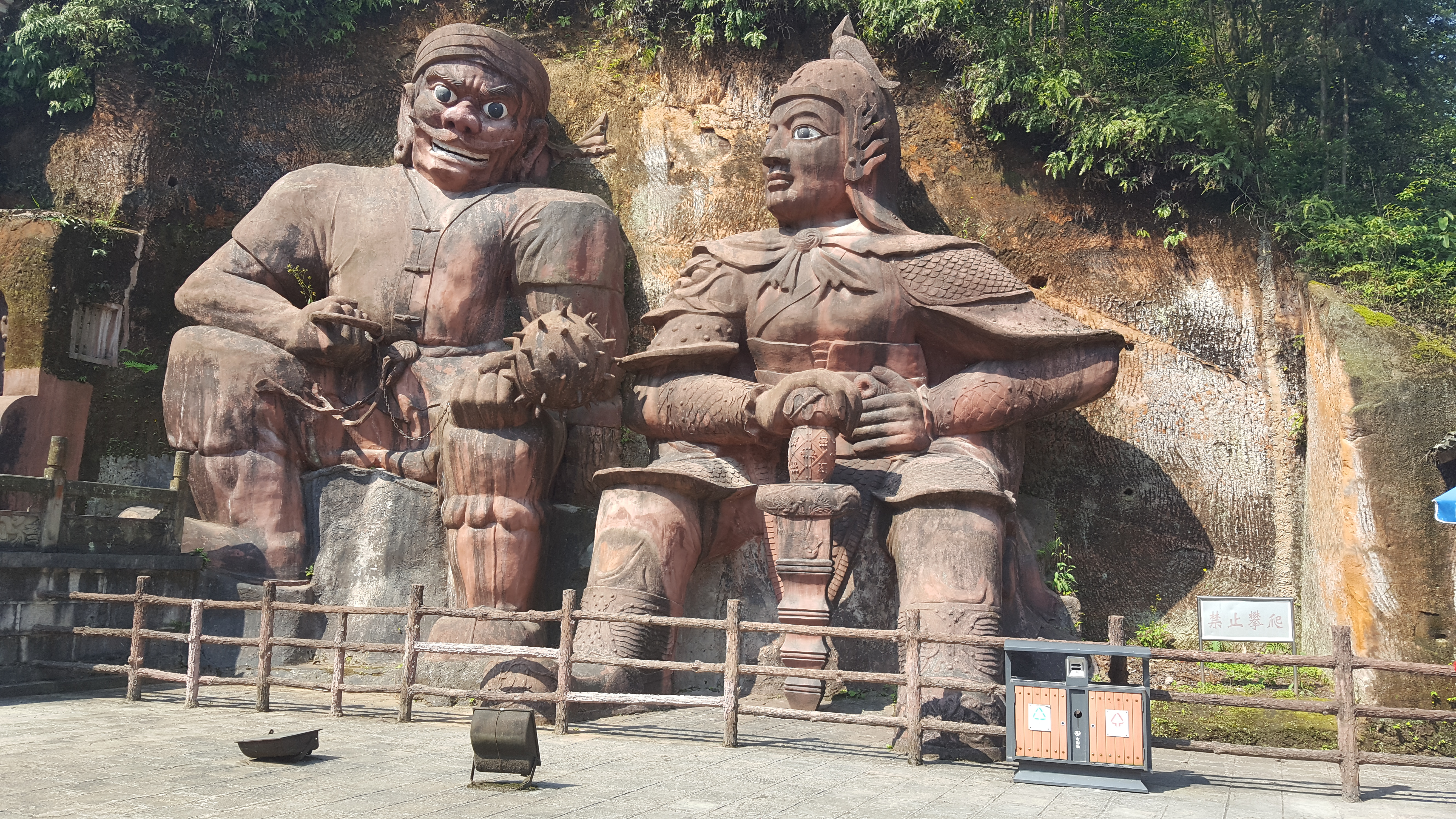
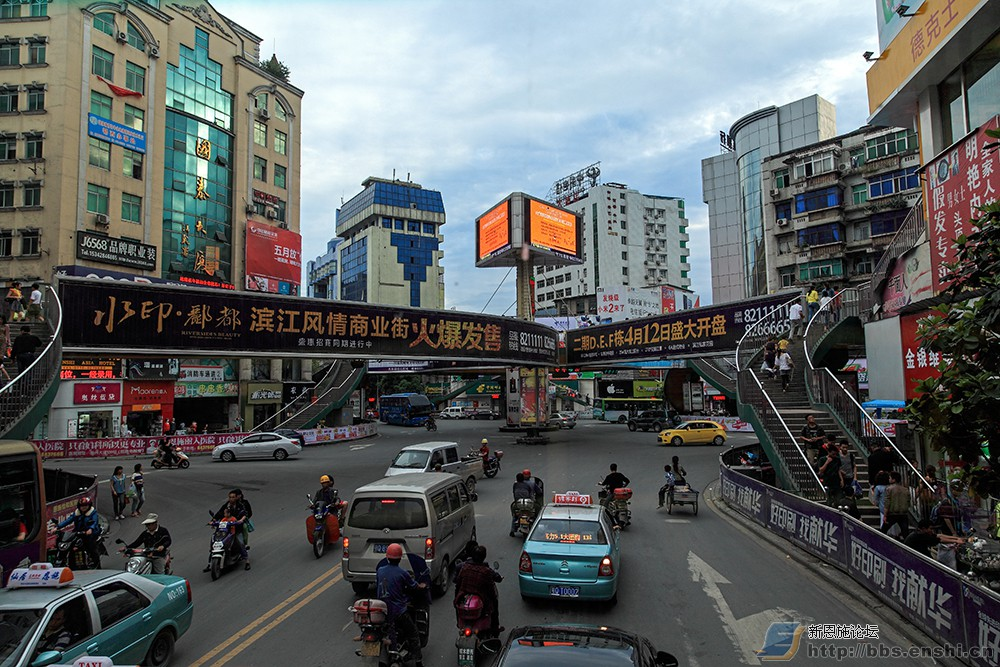
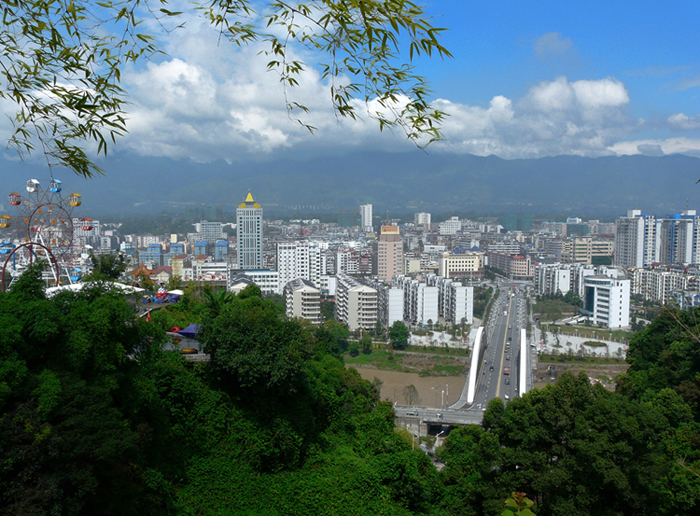
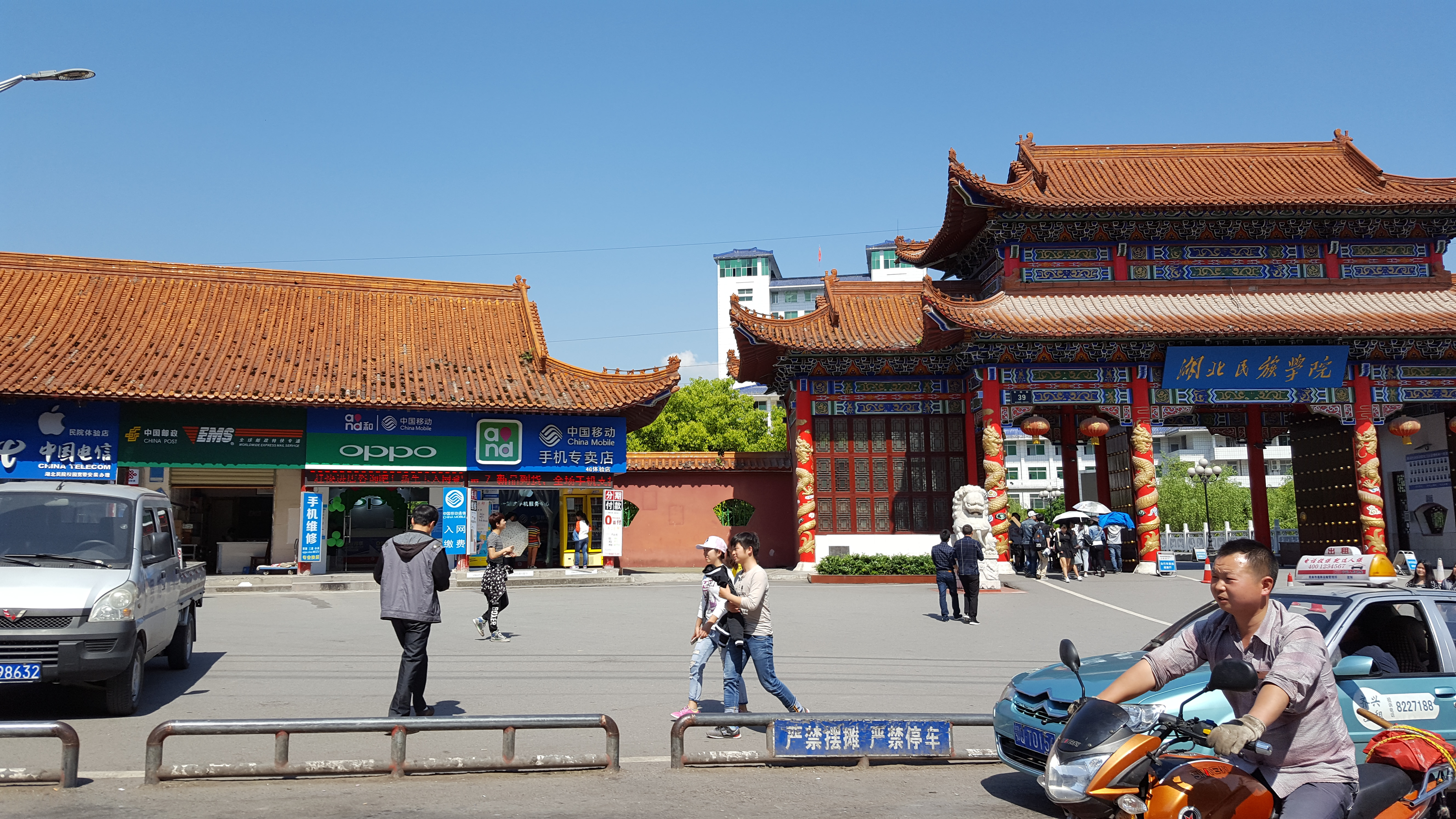
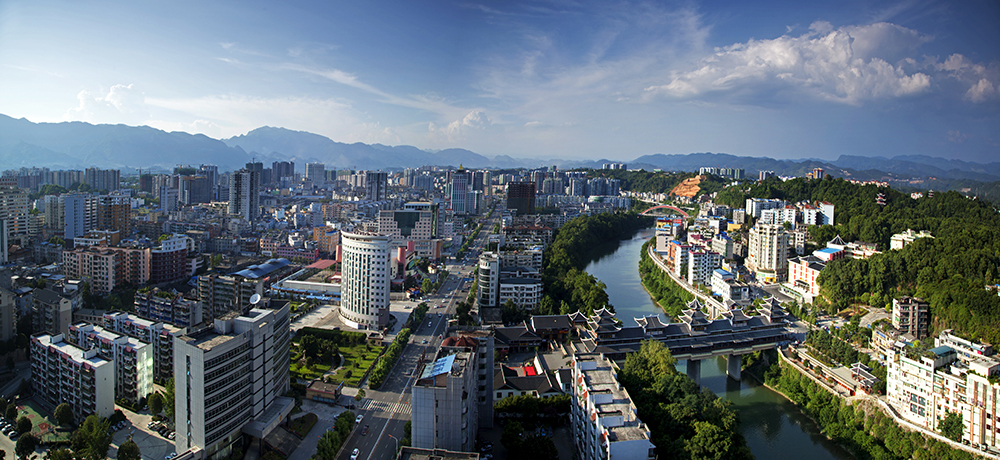
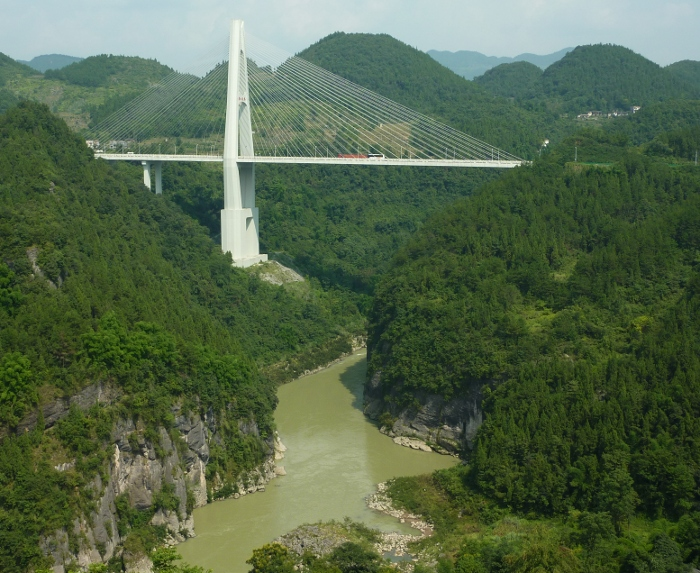
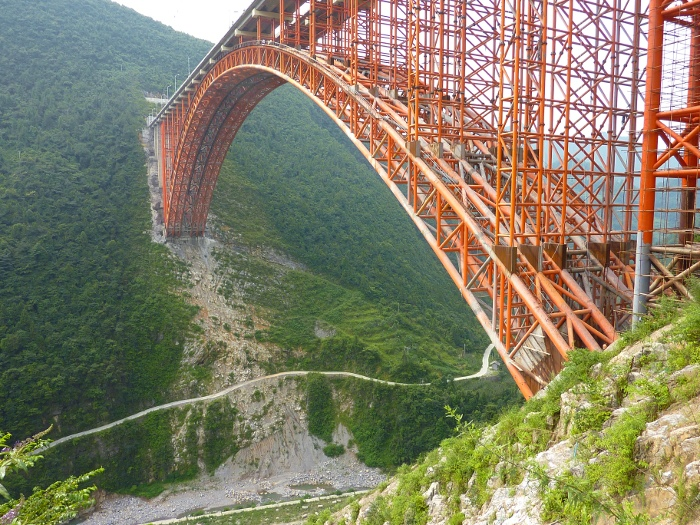
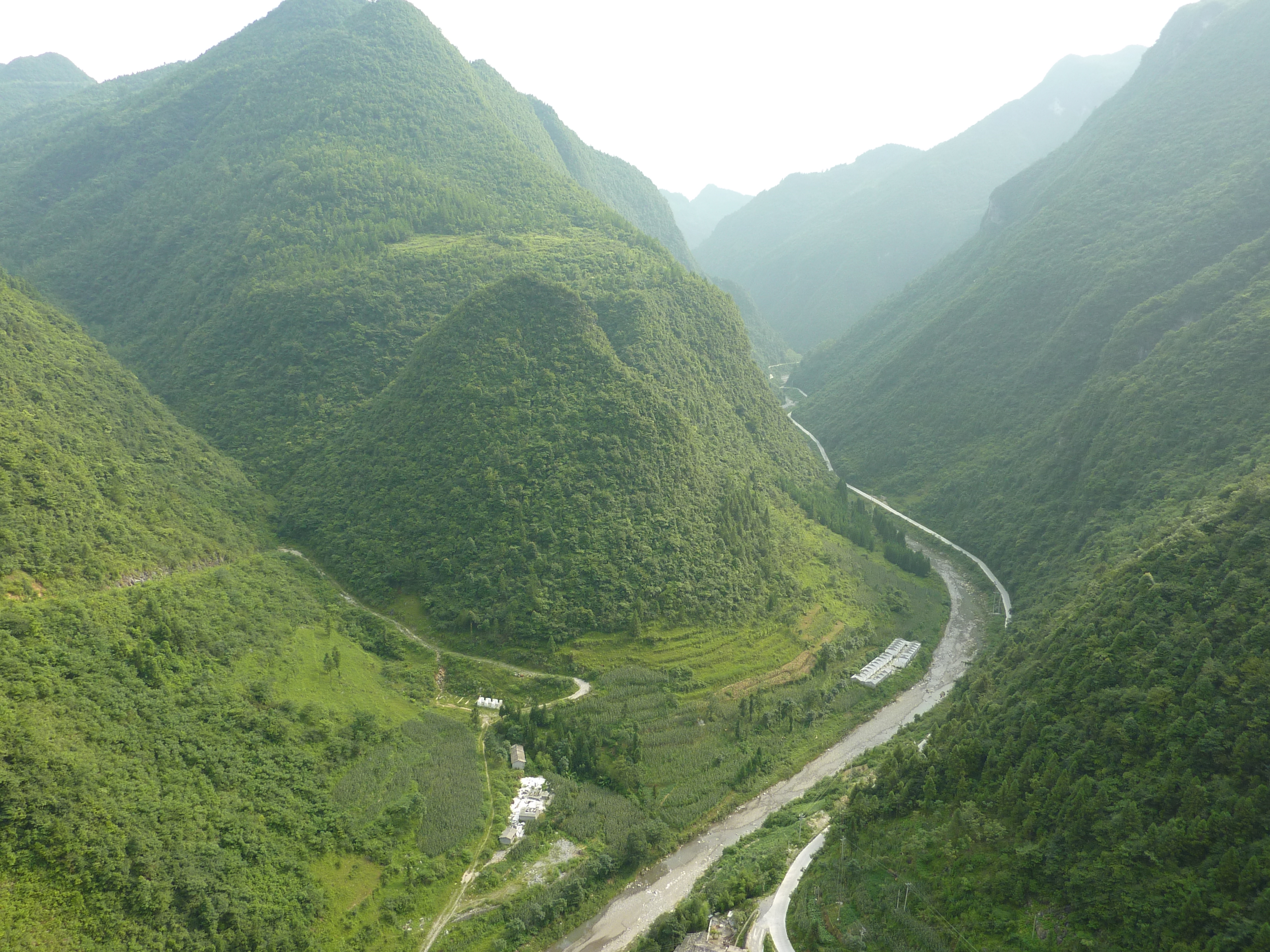